# 白田あゆみ
白田 あゆみ（しろた あゆみ、1970年3月30日 - ）は、日本の元アイドル歌手。本名同じ。東京都板橋区出身。身長155cm、血液型はB型。学研の雑誌「momoco」桃組出席番号2番。埼玉県私立西武台高等学校を経て、明治大学付属中野高等学校を卒業。

## 来歴
1970年3月30日生まれ。東京都板橋区出身。中学2年生の時に雑誌「Momoco」の増刊号（1983年11月30日号）に載ったことがきっかけで芸能プロにスカウトされる。それから3年程事務所から何も音沙汰が無かったが、1986年、TBSのテレビ番組『モモコクラブ』開始と同時に桃組出席番号2番として出演。当時同番組内で人気の高かった酒井法子や畠田理恵、姫乃樹リカらとともにモモコクラブの顔として活躍。高校は埼玉県にある私立西武台高等学校に通っていたが、芸能活動の多忙により、明治大学付属中野高等学校に編入する。
1987年9月に日本コロムビアより『恋しくて』で歌手デビュー。1988年に東京ドームがオープンした際、イメージガールを務めた。
その後は3枚のシングルと2枚のソロアルバムを発表するものの大ヒットには至らず、2枚目の合同アルバムを発表した後、1989年頃に芸能界を引退し、後に結婚。引退後も藻岩山（北海道）のキャンペーンガールなど、単発の仕事は時折引き受けていた。

## ディスコグラフィ

### シングル
1. 『恋しくて』（作詞：夏裕人、作曲:都志見隆、編曲：船山基紀） - 1987年9月23日
(C/W) 愛にしたい
2. 『Remember Me』（作詞：夏裕人、作曲:都志見隆、編曲：船山基紀） - 1988年1月13日
(C/W) リトル・・・悲しみより深く
3. 『あいつ』（作詞：CHI-BOU・白田あゆみ、作曲:CHI-BOU、編曲：小林信吾） - 1988年4月21日
(C/W) LOVE SONGを消さないで

### アルバム
ソロアルバム
- 『あなたの瞳に映りたい』 - 1988年2月1日
- 『Paysage』 - 1988年7月1日

合作アルバム
- 『キューティーズ・クリスマス』 - 1988年11月1日
島田奈美・志村香・増田未亜・後藤久美子・守谷香との合作アルバム
- 『キューティーズ・グラジュエイション』 - 1989年2月1日
島田奈美・後藤久美子・守谷香・国実百合・磯崎亜紀子との合作アルバム